# MG 08

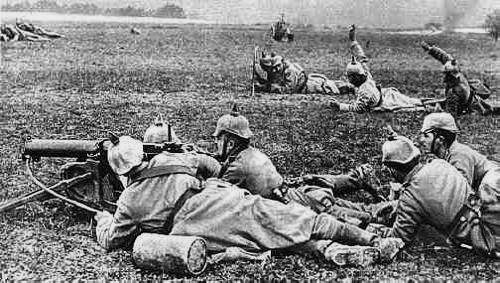
Mitraglieri tedeschi in azione con una MG 08

La Maschinengewehr 08, abbreviata in MG 08, fu una mitragliatrice pesante con canna raffreddata ad acqua di produzione tedesca.

## Storia

### Sviluppo
La mitragliatrice Maxim apparve sulla scena europea ai primi del XX secolo e fece grande sensazione negli ambienti militari, essendo la prima mitragliatrice veramente affidabile ed efficiente. Tuttavia Hiram S. Maxim fece inizialmente molta fatica a vendere il proprio prodotto all'Impero tedesco, dato che le alte sfere militari erano scettiche sulle possibilità della nuova arma. Diversamente però la pensava il Kaiser Guglielmo II, il quale invece ne fu entusiasta, e i primi acquisti furono pagati con i fondi della Casa imperiale. Ben presto le commesse aumentarono e nel 1892 Maxim siglò un contratto per la produzione dell'arma a Berlino, presso la fabbrica Loewe, che ebbe una commessa dalla Kaiserliche Marine per la fornitura della mitragliatrice sulle navi militari.
Nel 1898 Loewe fondò una sussidiaria a Berlino-Spandau, la Deutsche Waffen- und Munitionsfabriken (DWM) per produrre l'arma, e arrivarono anche le prime commesse da Austria-Ungheria e Svizzera. Si arrivò ai modelli MG 99 (1899) e MG 01 (1901) che erano copie conformi dell'arma di Maxim, e vennero valutate dall'esercito tedesco; queste armi introdussero il celebre affusto "a slitta" che nella MG 01 aveva anche delle ruote a raggi; vennero esportate in Cile e Bulgaria.
Dopo gli eventi della guerra russo-giapponese, attentamente osservati dagli analisti militari tedeschi, si decise di dare maggiore importanza alla mitragliatrice, e nel 1908 la DWM di Spandau revisionò l'arma, alleggerendola ed eliminando lo scudo in acciaio tipo artiglieria usato dalla MG 01. Si arrivò all'arma adottata come mitragliatrice standard tedesca con la designazione di schweres Maschinengewehr 08 (sMG 08 o MG 08), ossia "mitragliatrice pesante 08". I militari tedeschi compresero l'importanza dell'arma e chiesero più fondi, e nel 1912 furono in grado di distribuire 6 MG 08 per ogni reggimento di fanteria.

### Impiego operativo
L'arma tedesca fu utilizzata nelle guerre balcaniche, nella guerra italo-turca e in altri conflitti all'inizio del secolo; ma la sua parte principale la ebbe nella prima guerra mondiale. Nel 1914 l'esercito imperiale tedesco aveva 4.411 MG 08 in servizio: entro il 1917 questo numero era aumentato 10-12 volte. La MG 08 fu una delle protagoniste della guerra di trincea: pesante oltre 60 kg con il suo affusto, era un'arma statica come tutte quelle della sua categoria, ma si rivelò una delle armi più temute del conflitto. Non solo era molto ben realizzata ma, ciò che più conta, i tedeschi seppero farne un uso eccellente: profondamente interrate e massicciamente protette, le postazioni accuratamente scelte delle MG 08 riuscivano a sopravvivere anche ai più pesanti bombardamenti e falciavano inesorabilmente le fanterie inviate all'attacco. I soldati alleati ebbero un vero terrore delle "Spandau" tedesche, che mietevano incessantemente un gran numero di vittime: le carneficine della Battaglia delle Frontiere, di Loos, Neuve Chapelle, della Somme, della Champagne e moltissime altre, sono da attribuire a poche MG 08 che vanificarono sistematicamente ogni tentativo di rompere il fronte. Inoltre, i mitraglieri tedeschi erano uomini scelti e accuratamente addestrati, in grado di sfruttare a fondo le caratteristiche delle proprie armi. In innumerevoli occasioni una singola MG 08 bastò a respingere un intero battaglione. Fra i suoi utilizzatori l'arma fu molto popolare: pesante, ma stabile e robustissima e in grado di funzionare impeccabilmente in ogni condizione. Nel 1917 era normale valutare l'efficacia di un reparto di fanteria tedesca dal numero di MG 08 che aveva a disposizione. 

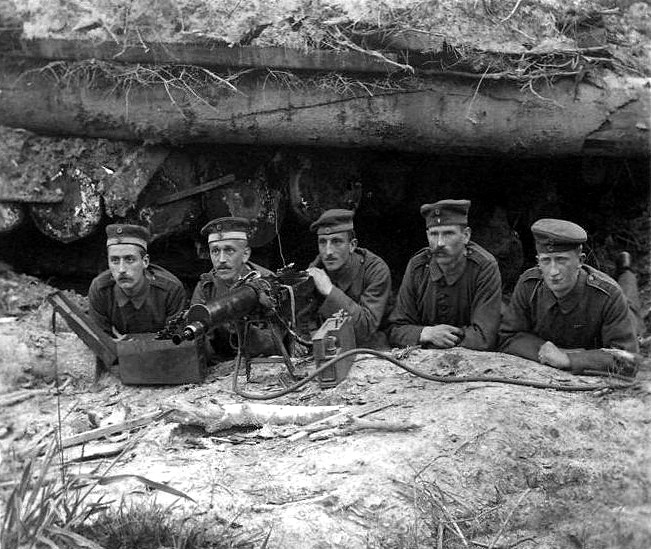
Squadra di mitraglieri tedeschi ritratti nel 1916 con una MG 08

Pur essendosi rivelata un'arma efficacissima, la MG 08 era obiettivamente troppo pesante. Già dal 1915 fu deciso di rielaborarla per renderla portabile e impiegabile da un solo uomo; ciò ne avrebbe accresciuto di molto il valore tattico, rendendola in grado di accompagnare la fanteria in attacco o di essere spostata dove occorreva in difesa. Nacque la MG 08/15 detta "Leichtes" (leggera) che, pur  pesando 18 kg, era trasportabile da un solo uomo. La MG 08/15 venne impiegata largamente per tutto il conflitto, specie in mano alle truppe d'assalto tedesche, dove nelle offensive del 1918 raggiunse una densità di 6 armi per compagnia, cioè 72 per ogni reggimento: 12 volte quella del 1914.
Durante il primo conflitto mondiale la MG 08 fu operativa in Europa, in Russia, in Medio Oriente e in Africa. Venne altresì ceduta alle nazioni alleate della Germania, specie a Bulgaria e Turchia. Ma anche dopo il 1918 l'arma restò in servizio nella Reichswehr e, successivamente, nella Wehrmacht. Nel settembre 1939 era ancora l'arma automatica più diffusa nella fanteria dello Heer. Durante il secondo conflitto mondiale trovò impiego in particolare laddove non si richiedeva un'agevole trasportabilità, cioè in postazioni fisse quali, non ultime, le torrette dei lager. Nel 1945 era ancora in servizio presso la Volkssturm e nella Kriegsmarine, e in alcuni reparti di retrovia e di presidio.
Benché prodotta da varie aziende entrò nell'immaginario della narrativa anglosassone come "Spandau", dal nome della località ov'era ubicata una delle fabbriche sottoelencate.

### Produzione

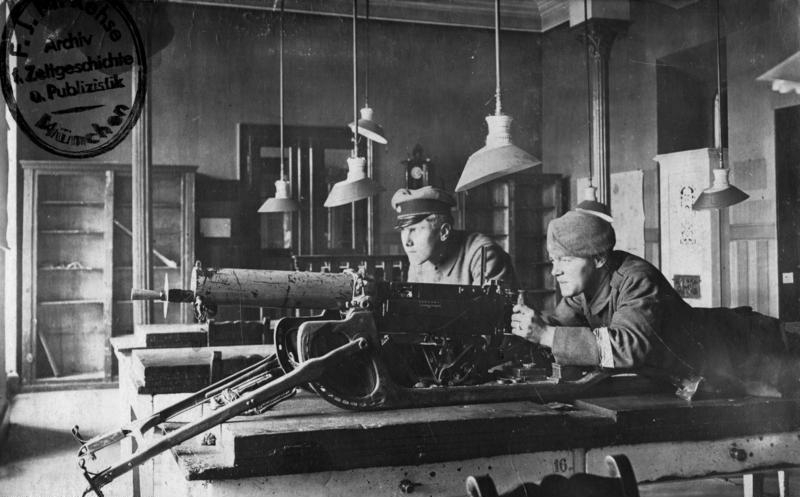
La MG 08 venne impiegata anche nei disordini interni alla Germania nei turbolenti anni del dopoguerra: qui è a Monaco di Baviera nel 1919, impiegata da elementi dei Freikorps bavaresi

Dopo aver sperimentato diversi modelli, l'esercito tedesco adottò la mitragliatrice Maxim, che venne fabbricata con alcune importanti modifiche in Germania dalle seguenti fabbriche:
- Deutsche Waffen und Munitionsfabrik Berlin
- Erfurt Waffenfabrik
- Spandau Waffenfabrik (GWF Spandau)
- Maschinenfabrik Augsburg-Nurnberg.
- Rheinische Metallwaren und Maschinenfabrik, Sommerda.
- Siemens und Halske, Berlin.
- Simpson e co., Suhl.

## Caratteristiche tecniche
Trattandosi di un progetto Maxim, funzionava secondo il classico schema del corto rinculo, in cui dopo lo sparo canna e otturatore rinculano assieme; uno snodo presente nell'otturatore si apre verso il basso, e la canna si arresta mentre l'otturatore continua a rinculare estraendo il bossolo sparato e comprimendo la molla di recupero; questa, posta sul lato sinistro dell'arma in un carter separato, risospinge in avanti l'otturatore che avanzando sfila una nuova cartuccia dal nastro mettendola in canna. Il ciclo continua fino a che il tiratore mantiene premuta la leva di sparo. Il tutto, costruito massicciamente con materiali e lavorazioni di alta qualità, dimostrò di funzionare benissimo ovunque, finché ci fossero munizioni e acqua per il raffreddamento.
Come su ogni Maxim la scatola di culatta presenta sul retro due impugnature in legno, tra le quali si trova la leva di sparo, che il tiratore aziona coi pollici. La sicura era situata al di sopra della leva, con la funzione di immobilizzarla. La parte superiore della scatola della culatta era costituita da un coperchio incernierato, che aperto permetteva l'accesso al meccanismo di alimentazione e all'otturatore. La leva di armamento è sul lato destro della culatta.

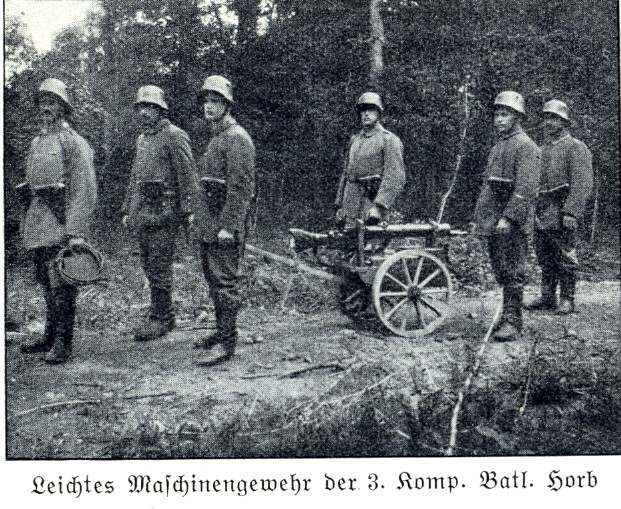
La variante leggera MG 08/15 in uso nell'esercito tedesco

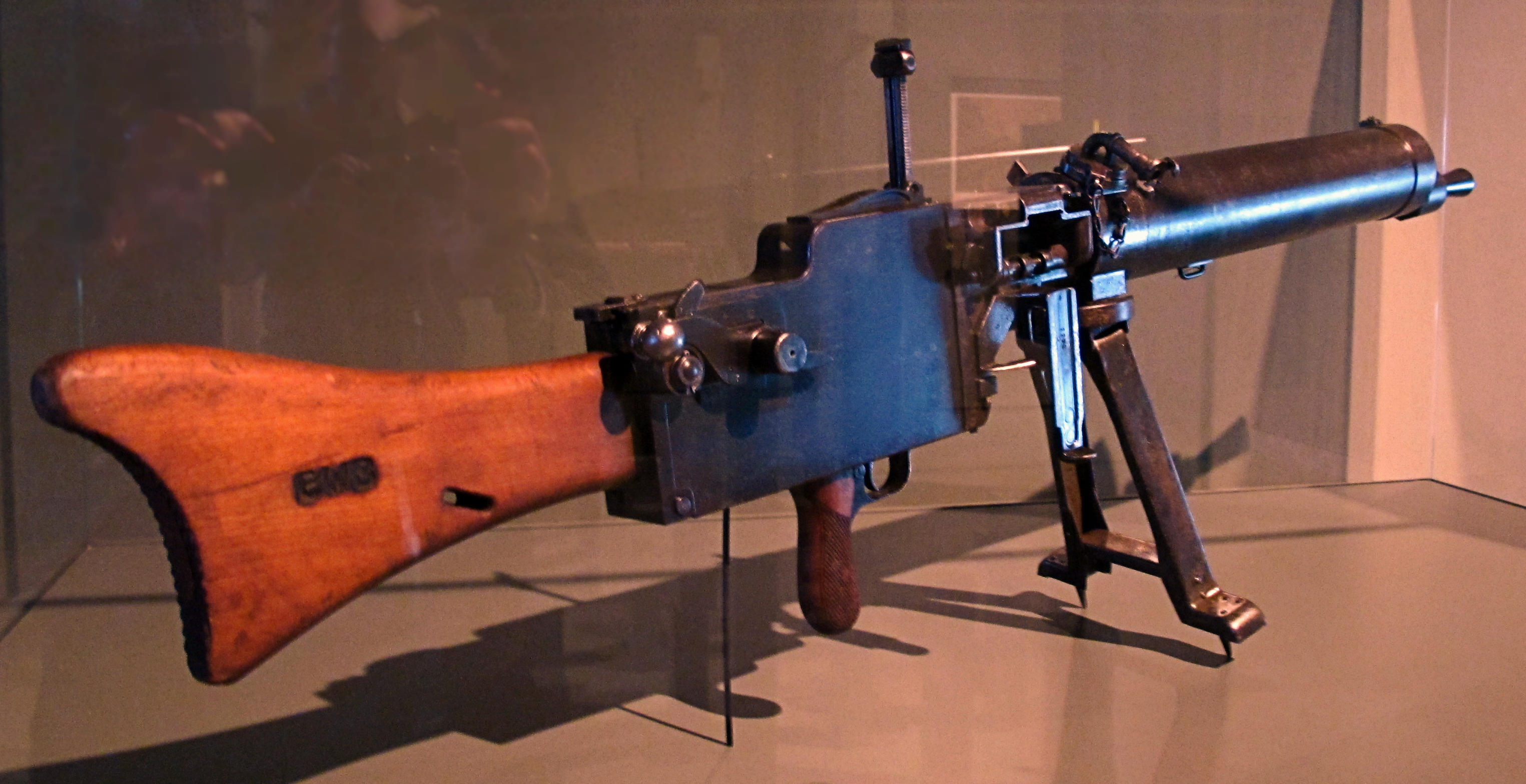
MG 08/15

La canna era raffreddata da un manicotto pieno d'acqua e terminava nella parte anteriore con uno spegnifiamma rafforzatore di rinculo (caratteristica questa propria della Maxim di fabbricazione tedesca). Il vivo di volata della canna era avvolto da una ghiera perforata che fungeva da camera d'espansione dei gas ad alta pressione fuoriusciti subito dopo il passaggio del proiettile, che in questo modo spingevano indietro la canna stessa e l'otturatore, favorendo il funzionamento dell'arma anche in presenza di fango o sporcizia nella sede di scorrimento dell'otturatore.
L'arma era alimentata con i consueti nastri in tela da 100 o 250 colpi. 

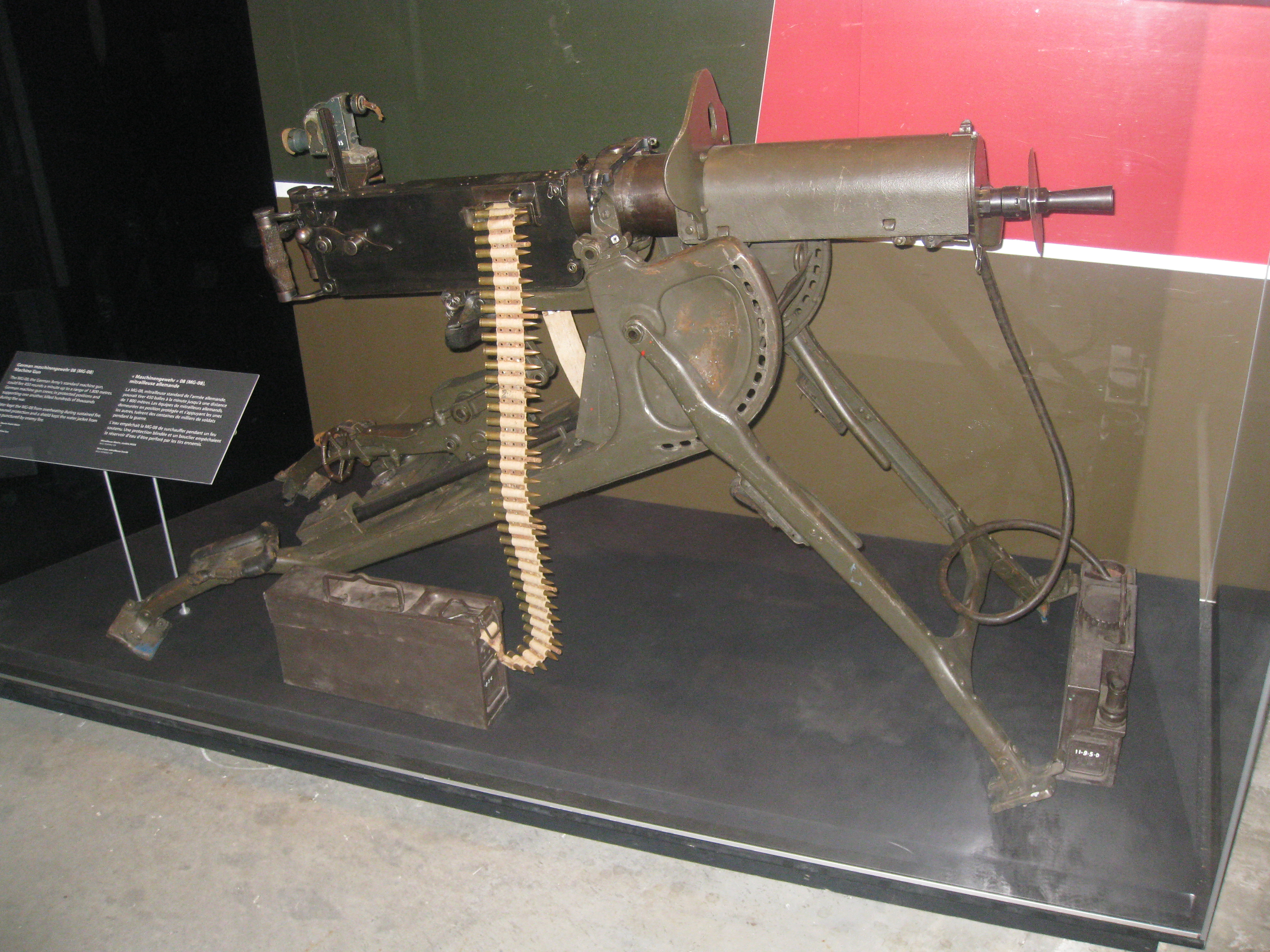
Una MG 08 completa di affusto a "slitta", ottica di puntamento, cassetta per nastro in tela da 250 colpi e tanica di lamiera con tubo di gomma per il recupero del vapore dal manicotto, che qui è mostrato coperto da una corazzatura aggiuntiva per proteggerlo da schegge e proiettili

Gli organi di mira erano costituiti da un mirino a lama, saldato all'estremità antero-superiore del manicotto refrigerante e da un alzo con ritto e cursore mobile per il tiro da 200 a 2000 m. Poteva esservi aggiunto un cannocchiale periscopico.
L'affusto più diffuso era il Lafette 08 (affusto 08) e spesso disponeva di un cuscinetto su cui il tiratore poteva inginocchiarsi. Le gambe dell'affusto 08 avevano maniglie in legno per consentire il trasporto dell'arma e potevano essere regolate ed estese. Era molto stabile e conferiva all'arma un'ottima precisione ma era anche molto pesante; inoltre, se la regolazione in altezza era molto buona quella in direzione era piuttosto limitata. Nel 1916 apparve un affusto a treppiede, più funzionale e più leggero, detto Dreifuss M16.
Caratteristiche:
- calibro 7,92 mm
- lunghezza totale compreso il treppiede 1,180 m
- lunghezza canna 0,680 m
- peso arma con manicotto pieno d'acqua 22 kg
- peso treppiede 37,5 kg
- cadenza di tiro 500 c/m

## Varianti

### MG 08/15

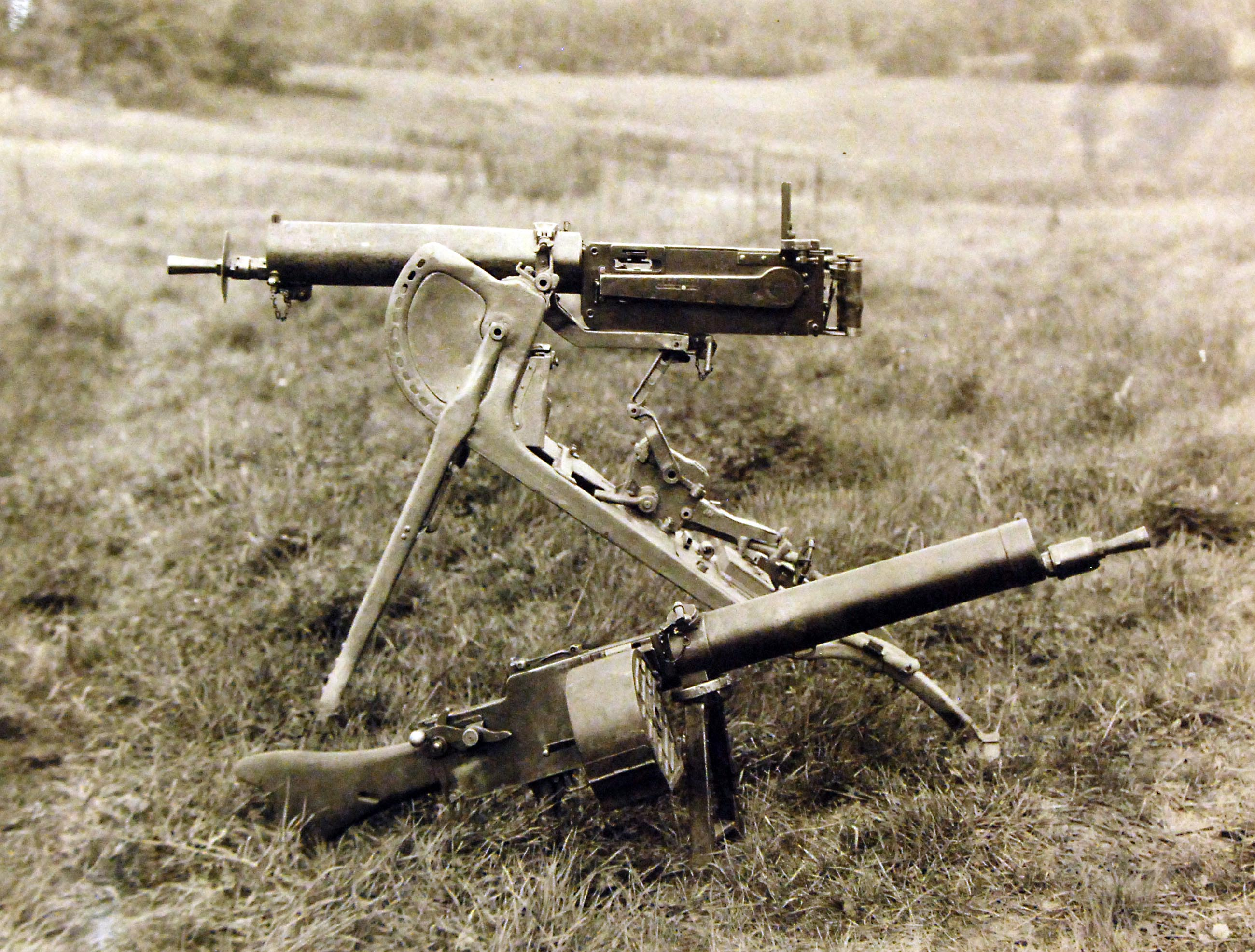
L'immagine mostra in primo piano una MG 08/15 munita di un tamburo da 100 colpi, apparso nel 1918 per rendere l'arma sempre pronta al fuoco. Sullo sfondo, una MG 08. Entrambe le armi sono state catturate dalla 77ª Divisione statunitense sul fronte occidentale nel 1918.

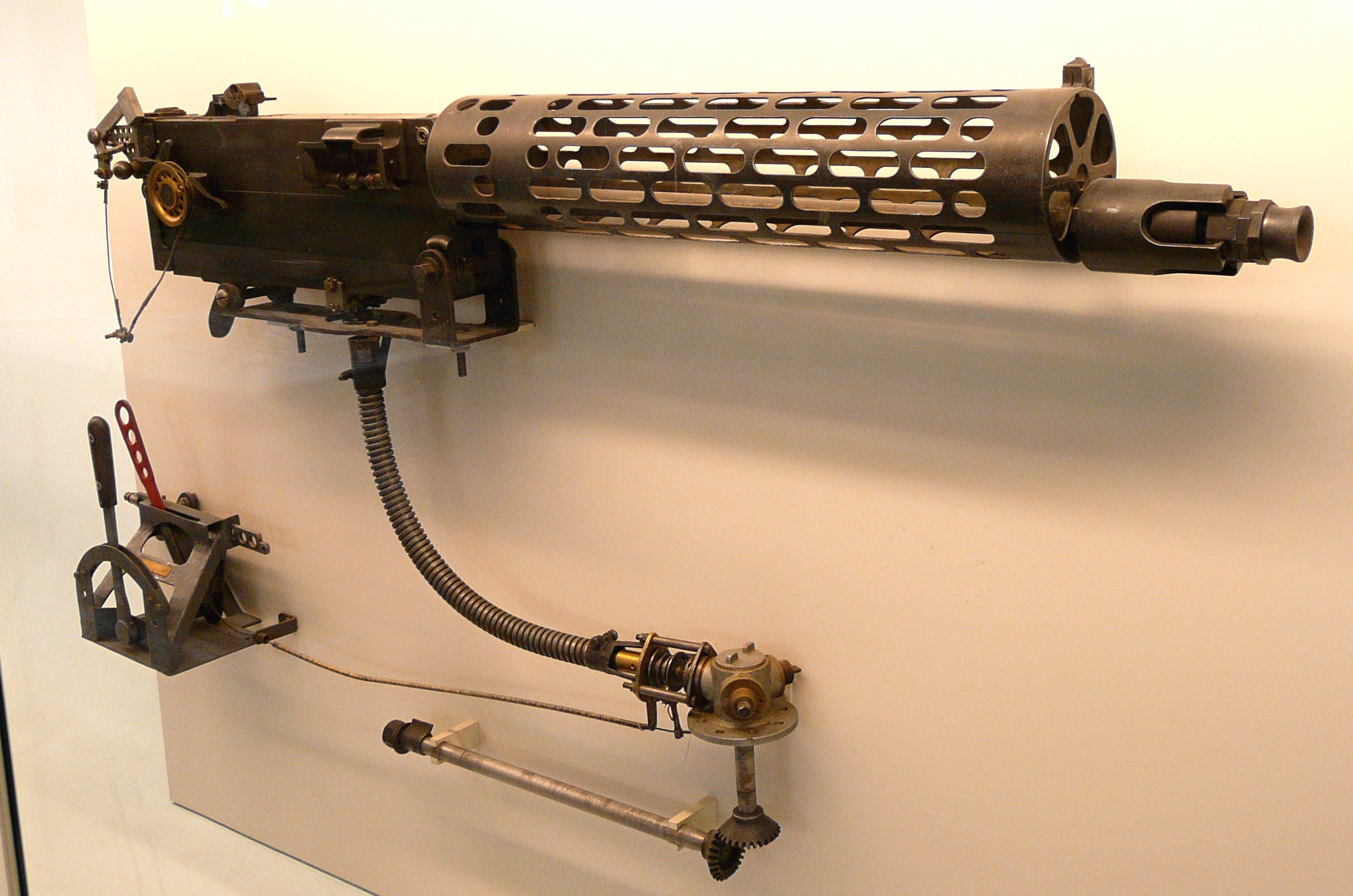
Una l.MG 08, versione aeronautica della MG 08. Si nota il manicotto traforato per il raffreddamento ad aria, e sotto la culatta il meccanismo di sincronizzazione per fare fuoco attraverso l'elica dell'apparecchio.

La variante più diffusa fu la versione alleggerita 08/15 alla quale è stata dedicata una trilogia di romanzi di Hans Hellmut Kirst che ha combattuto come tenente e primo tenente della Wehrmacht durante la seconda guerra mondiale. Costruita in 130 000 esemplari, manteneva l'impostazione meccanica dell'arma di base in una scatola di culatta ridotta e alleggerita, munita di un calcio in legno e un'impugnatura a pistola con grilletto. Il manicotto di raffreddamento era stato ristretto anch'esso e munito di un bipiede. Inoltre, presentava uno spegnifiamma modificato senza il caratteristico disco posteriore, che nella MG 08 aveva la funzione di proteggerlo dagli urti. Pur essendo meno stabile della MG 08 (era possibile sparare solo raffiche brevi) era altrettanto affidabile e più utile poiché poteva essere piazzata e usata dovunque da due uomini.

### l.MG 08
Si trattava della MG 08 in versione raffreddata ad aria per l'uso sugli aerei: il prefisso "l" sta infatti per luftgekühlt ("raffreddata ad aria"), e si distingueva per un manicotto traforato ad asole a libera circolazione d'aria, anziché quello ad acqua.

### LMG 08/15
Era la variante raffreddata ad aria della MG 08/15. Anch'essa presentava il manicotto traforato a libera circolazione d'aria. Sviluppata per l'uso aeronautico, venne però utilizzata anche in installazioni terrestri e navali. Rispetto alla versione terrestre presentava l'interessante caratteristica di un meccanismo aggiuntivo, posto davanti alla leva di armamento, che vincola l'otturatore alla canna e al meccanismo di alimentazione del nastro: l'operatore poteva mettere così il colpo in canna con una sola mano senza l'assistenza di un secondo mitragliere, come invece era necessario nella MG 08 originale.

### TuF (Tank- und Flieger)
Durante gli ultimi mesi del 1918 venne realizzata, seppur in un ridotto numero di esemplari, una variante terrestre e antiaerea denominata MG 18 TuF (Tank und Flieger); sostanzialmente si trattava di una versione della Mg 08/15 irrobustita dal punto di vista meccanico, che camerava le prime cartucce destinate all'uso contro i veicoli corazzati, la Mauser 13,2 mm. I due modelli di mitragliatrice non avevano le cartucce interscambiabili, sia perché l'elevato rinculo della cartuccia anticarro avrebbe distrutto il meccanismo del percussore di una normale Mg 08/15, sia perché il rinculo di una cartuccia d'ordinanza non avrebbe permesso alla molla azionante il percussore della Mg 18 TuF di ricomprimersi e di espellere il bossolo, quindi di proseguire con il ciclo di sparo. La maggior complessità costruttiva e l'elevato costo per unità impedirono all'arma di venire applicata in ambito bellico, tanto è vero che ne vennero contati solo 50 esemplari nel gennaio del 1919.
Riguardo all'utilizzo come mitragliatrice aeronautica non si dispone di informazioni sufficienti, data la brevissima vita del progetto. Si presume che, se l'evoluzione dell'arma avesse subito un percorso diverso, essa sarebbe diventata la risposta ufficiale alle mitragliatrici Colt-Browning M1895 in dotazione ai veicoli Spad XVII da parte della Germania imperiale.